# SEO Contest
Ein SEO Contest (Search Engine Optimization Contest, Suchmaschinenoptimierungs-Wettbewerb) ist ein Wettbewerb, bei dem die Teilnehmer versuchen, mit fiktiven Wörtern möglichst weit vorne bei einer Suchmaschine gelistet zu werden. 
Es gewinnt die Webseite, die zu einem Stichtag auf Platz 1 bei Google bzw. einer spezifizierten Suchmaschine ist. Da Suchmaschinenergebnisse inzwischen geolokalisierte Ergebnisse liefern, wird manchmal definiert, für welchen Standort (z. B. Köln) die Ergebnisse zählen. Ein SEO Contest ist eine Möglichkeit, Strategien zu beobachten und auszuprobieren, was mit Produktivsystemen selten mit der notwendigen Freiheit möglich ist.

## Kritik
Oft wird kritisiert, dass durch diese Wettbewerbe Suchmaschinen zugespammt werden. Dabei ist allerdings zu beachten, dass durch die frei erfundenen (vorher nicht existenten) Wörter zum einen keine realen Suchergebnisse verfälscht werden, zum anderen die Suchmaschinenbetreiber durch derartige Wettbewerbe selbst auf eventuelle Schwachstellen ihrer Such- und Bewertungsverfahren aufmerksam werden.

## Bekannte Wettbewerbsthemen
- Hommingberger Gepardenforelle
- Schnitzelmitkartoffelsalat